# VfR Langelsheim
Der VfR Langelsheim ist ein Sportverein aus Langelsheim im Landkreis Goslar. Die erste Fußballmannschaft der Männer spielte zwei Jahre in der höchsten niedersächsischen Amateurliga und nahm einmal am DFB-Pokal teil.

## Geschichte
Der Verein wurde am 15. März 1927 gegründet. Der sportliche Aufschwung begann Ende der 1970er Jahre. Zwei Aufstiege in Folge brachten den VfR 1979 in die Bezirksoberliga Braunschweig. Nach einem zwischenzeitlichen Abstieg gelang 1984 die Rückkehr in die Bezirksoberliga. Seinerzeit spielte mit Hagen Kopp ein gehörloser Torwart für den VfR. Im Jahre 1985 gewannen die Langelsheimer nach einem 4:2-Sieg nach Verlängerung über den VfL Weiße Elf Nordhorn den Niedersachsenpokal. Damit qualifizierte sich der VfR für den DFB-Pokal, wo die Langelsheimer in der ersten Runde auf den DSC Wanne-Eickel aus der Oberliga Westfalen trafen. Vor 2.500 Zuschauern gewannen die Gäste aus dem Ruhrgebiet mit 5:2.
Im Jahre 1987 gelang der Aufstieg in die Landesliga Ost. Ein Jahr später erreichte der VfR erneut das Finale des Niedersachsenpokals, unterlag dieses Mal allerdings dem TSV Verden mit 2:5. Im Jahre 1991 wurden die Langelsheimer mit zwei Punkten Vorsprung auf den TuS Bodenteich Meister und stiegen in die Verbandsliga auf. Das niedersächsische Oberhaus war jedoch eine Nummer zu groß für den Verein und der VfR musste als Tabellenletzter sofort wieder absteigen. Darüber hinaus plagten Verbindlichkeiten in Höhe von 100.000 Mark den Verein, der im Jahre 2000 wieder in der Bezirksklasse ankam. Dort gelang ein Jahr später der Aufstieg in die Bezirksliga Braunschweig 3. In der Saison 2012/13 stieg der VfR in die Nordharzliga ab.